# Kermen
Kermen (búlgaro:Кермен) é uma cidade da Bulgária, localizada no distrito de Sliven. A sua população era de 1,895 habitantes segundo o censo de 2010.

## População
| Kermen | Kermen | Kermen | Kermen | Kermen | Kermen | Kermen | Kermen | Kermen | Kermen | Kermen | Kermen | Kermen | Kermen | Kermen | Kermen | Kermen | Kermen | Kermen | Kermen |
| --- | ------ | ------ | ------ | ------ | ------ | ------ | ------ | ------ | ------ | ------ | ------ | ------ | ------ | ------ | ------ | ------ | ------ | ------ | ------ |
| Ano | 1887   | 1910   | 1934   | 1946   | 1956   | 1965   | 1975   | 1985   | 1992   | 2001   | 2002   | 2003   | 2004   | 2005   | 2006   | 2007   | 2008   | 2009   | 2010   |
| População |        |        |        | …      | …      | …      | 2,644  | 2,652  | 2,510  | 2,207  | 2,182  | 2,122  | 2,092  | 2,056  | 2,042  | 2,034  | 1,999  | 1,966  | 1,895  |
| Fontes: Instituto Nacional de Estatísticas, „citypopulation.de“, „pop-stat.mashke.org“, Bulgarian Academy of Sciences |        |        |        |        |        |        |        |        |        |        |        |        |        |        |        |        |        |        |        |